# دانیله روکو (بازیکن فوتبال، زاده ۱۹۹۸)
دانیله روکو (انگلیسی: Daniele Rocco؛ زادهٔ ۲۷ دسامبر ۱۹۹۸) بازیکن فوتبال است.
از باشگاه‌هایی که در آن بازی کرده‌است می‌توان به باشگاه فوتبال رجانا اشاره کرد.